# Vampirella número 75
El número 75 de "Vampirella", en su versión estadounidense, se publicó en enero de 1979, con el siguiente contenido:
- Portada de Jose Gonzalez & Kim McQuaite.
- Vampirella: The Blob Beast Of Blighter’s Bog, 12 p. de Bill DuBay/Jose Gonzalez
- Peter, Peter, 10 p. de Gerry Souter/Leopoldo Duranona
- "Amor primate"("Sasquatch Love"), 9 p. con guion de Cary Bates y dibujos de José Ortiz es un cruel relato en el que unos antropólogos disfrazan a uno de sus compañeros de Pie Grande para poder estudiar a una hembra de la especie, obteniendo más éxito del que hubiesen querido.
- En "Un negocio floreciente" ("Business is Booming"), 10 p. de Bob Black (guion) e Isidre Monés (dibujo), el doctor Lewis Jordan mata su esposa, harto de su desprecio, emprendiendo con ello una serie de asesinatos con los que levantar la morgue que regenta.
- A Matter Of Principle, 7 p. de Budd Lewis & Len Wein/Alfonso Azpiri